# Cédric Nicolas-Troyan
Cédric Nicolas-Troyan est un réalisateur français de films et publicités et superviseur des effets spéciaux français né le 9 mars 1969 à Talence en Gironde.

## Biographie
Cédric Nicolas nait à Talence, dans le département de la Gironde en mars 1969.
Après des études de cinéma à 3iS en 1992, il commence sa carrière cinématographique dans les années 1990 en travaillant sur les effets spéciaux de plusieurs films français, comme Assassin(s), Paparazzi ou encore Cuisine américaine. Il s'expatrie ensuite aux États-Unis où il travaille sur deux films sortis en 2002 : Photo Obsession de Mark Romanek et Le Cercle de Gore Verbinski. Il retrouvera à plusieurs reprises Gore Verbinski : Pirates des Caraïbes : La Malédiction du Black Pearl (2003), The Weather Man (2005), Pirates des Caraïbes : Le Secret du coffre maudit (2006).
En plus des effets spéciaux, il officie comme réalisateur de la seconde équipe sur Blanche-Neige et le Chasseur de Rupert Sanders, sorti en 2012. Il occupe à nouveau ce poste pour Maléfique (2014).
En 2013, il est annoncé que Summit Entertainment l'a choisi pour mettre en scène le remake de Highlander de Russell Mulcahy, sorti en 1986. Il déclare à ce propos : 

« Le premier film est sorti en France quand j'étais ado, et c'était un de mes films préférés à l'époque. J'adorais aussi la série, qui a été tournée en partie en France, du côté de la Seine. Ma première réaction a été, comme tout le monde : “A-t-on besoin d'un remake ?” (...) Puis j'ai commencé à réfléchir à l'idée de reprendre ces super personnages d'une manière moderne, viscérale (...) Ce film repose sur un concept qui traverse les genres, avec des éléments de western, voyage dans le temps, fantastique, action, scènes contemporaines... »

Finalement, il réalise Le Chasseur et la Reine des glaces, la suite de Blanche-Neige et le Chasseur (2012) de Rupert Sanders, alors que Frank Darabont était initialement annoncé.
Il réalise ensuite le film d'action Kate porté par Mary Elizabeth Winstead. Le film sort sur Netflix en 2021.
En avril 2024, il est annoncé comme réalisateur d'une adaptation de La Marque jaune, troisième tome de la série de bandes dessinées Blake et Mortimer,.

### Vie privée
Il est marié à Sue Troyan depuis juillet 2002. Ils ont eu un enfant ensemble.

## Filmographie
Sauf indication contraire, les informations mentionnées dans cette section peuvent être confirmées par la base de données cinématographiques IMDb,  présente dans la section « Liens externes ».

### Réalisateur
- 2011 : Carrot Vs Ninja (court métrage) (également scénariste)
- 2016 : Le Chasseur et la Reine des glaces (The Huntsman: Winter's War)
- 2021 : Kate

### Superviseur / technicien des effets visuels
- 1997 : Assassin(s) de Mathieu Kassovitz
- 1998 : Paparazzi d'Alain Berberian
- 1998 : Le Mur (téléfilm) d'Alain Berliner
- 1998 : Cuisine américaine de Jean-Yves Pitoun
- 2002 : Photo Obsession (One Hour Photo) de Mark Romanek
- 2002 : Le Cercle (The Ring) de Gore Verbinski
- 2003 : Pirates des Caraïbes : La Malédiction du Black Pearl (Pirates of the Caribbean: The Curse of the Black Pearl) de Gore Verbinski
- 2005 : The Weather Man de Gore Verbinski
- 2006 : Pirates des Caraïbes : Le Secret du coffre maudit (Pirates of the Caribbean : Dead Man's Chest) de Gore Verbinski
- 2008 : Solstice de Daniel Myrick
- 2012 : Blanche-Neige et le Chasseur (Snow White & the Huntsman) de Rupert Sanders

### Réalisateur de laseconde équipe
- 2012 : Blanche-Neige et le Chasseur (Snow White & the Huntsman) de Rupert Sanders
- 2014 : Maléfique (Maleficent) de Robert Stromberg

## Publicités
- EA Games - Chum rush[7]
- Peugeot - Perfect day[7]
- Samsung - Mom[7]
- Sears Tools - Arboretum

## Distinctions
Source : Internet Movie Database : 

### Nominations
- Visual Effects Society Awards 2007 : meilleurs effets visuels dans un film commercial pour Sears Tools - Arboretum (nommé avec Rich Rama et Laurent Ledru)
- St. Louis Film Critics Association Awards 2012 : meilleurs effets visuels pour Blanche-Neige et le Chasseur (nommé avec Philip Brennan, Neil Corbould et Michael Dawson)
- Oscars 2013 : meilleurs effets visuels pour Blanche-Neige et le Chasseur (nommé avec Philip Brennan, Neil Corbould et Michael Dawson)
- Saturn Awards 2013 : meilleurs effets visuels pour Blanche-Neige et le Chasseur (nommé avec Philip Brennan, Neil Corbould et Michael Dawson)